# Virus de la leucémie murine
 (février 2011).
Sa qualité peut être largement améliorée en utilisant un vocabulaire plus directement compréhensible.
Gammaretrovirus murleu
Espèce
Gammaretrovirus murleu, aussi appelé virus de la leucémie murine (MuLV, Murine Leukemia Virus), est un rétrovirus appartenant au type C des mammifères (Morphologie démontrant un nucléoïde clair en position centrale qui mûrit en bourgeonnant à la surface de la cellule).
- Classe des Retroviridae
- Famille des Gammaretrovirus
- Virus à ARN « diploïde » simple brin dont la séquence unique a une masse moléculaire de 1 à 3 x {\displaystyle 10^{6}}
- Particule enveloppée de 80 à 100nm contenant une nucléocapside icosaédrique
- Possède une ADN polymérase ARN-dépendante
- L’ADN proviral est nucléaire

Le virus de la leucémie murine ainsi que des rétrovirus humains ou aviaires possèdent un taux de variabilité génétique élevé. L'origine de cette variabilité est due à leur forte capacité réplicative associée aux erreurs d'incorporation de la transcriptase inverse et aux recombinaisons.

## Pathogénicité
À ce jour, on a isolé plusieurs virus murins différents inducteurs de leucémie. Les types de leucémie varient. Par exemple, chez les souris de certaines lignées, le virus Graffi cause principalement des formes myéloïdes de leucémie, alors que chez d’autres il apparaît de la leucémie lymphatique dans un pourcentage élevé de cas. Dans certaines expériences, le virus de Gross cause presque tous les types de maladies leucémiques : leucémie lymphatique, à cellules souches, myéloïde et monocytique, érythroblastose, chloroleucémie, lymphosarcome et sarcome à cellules réticulaires. La plupart des virus leucémiques se sont révélés pathogènes pour les rats et le virus Moloney également pour les hamsters. 
Les animaux nouveau-nés sont plus sensibles à l’action des virus à pouvoir leucémique, mais la maladie peut aussi être produite chez les animaux jeunes et adultes. Les facteurs génétiques jouent un rôle important dans la sensibilité des souris au virus, à la nature de la maladie causée et à la transmission du virus. La thymectomie réduit le taux d’attaque de leucémie lymphatique mais non celui des formes myéloïdes. La thymectomie n’a d’effet sur la multiplication des virus dans d’autres organes.
Chez des animaux infectés, on trouve de grandes quantités de virus infectieux et de particules virales dans le sang et dans le tissu tumoral. On a également rapporté que la multiplication intensive de certains virus à pouvoir leucémique s’effectuait dans le tissu nerveux après inoculation intracérébrale. Il est connu que certains virus de la leucémie murine peuvent être transmis par le lait, passer à travers le placenta et être transmis par l’intermédiaire de l’œuf.

## Thérapie Génique
La plupart des vecteurs construits jusqu’à présent dérivent du génome du virus de la leucémie murine de Moloney (Mo-MuLV).

### Avantages
Comme tous les virus, les MLV recombinants sont capables d’infecter simultanément un grand nombre de cellules. Cela est particulièrement important dans le cas de la moelle osseuse, où les cellules souches hématopoïétiques (CSH) sont très rares (environ 1 sur 10000 cellules). 
Surtout, les vecteurs MLV ont la capacité de s’intégrer très efficacement dans le génome de la cellule infectée. Le gène transféré va donc persister de façon stable dans le génome de la CSH infectée et dans les cellules différenciées qui en dérivent.
De plus, le vecteur s’intègre sans entraîner de remaniements importants du génome formé a une structure bien définie, prévisible, respectant la structure du gène transféré.

### Inconvénients
Tout d’abord, la taille du gène pouvant être transporté par un vecteur MLV est limité à environ 8 kb. Pour des gènes trop grands, on est donc obligé de transférer leur ADNc et il faut alors construire un minigène fonctionnel. 
Actuellement, les vecteurs rétroviraux ne peuvent donc être utilisés que pour des cellules qui, d'une part, expriment à des niveaux élevés le récepteur au MLV et, d'autre part, se divisent activement lors de l'exposition au virus. C'est le cas de la plupart des cellules humaines lorsqu'elles sont cultivées in vitro. Mais il y a des exceptions. Par exemple, les cellules du système sanguin expriment peu le récepteur et la pénétration du rétrovirus se fait donc difficilement.
In vivo, l'utilisation d'un vecteur de type rétroviral se confronte à deux difficultés. Dans ce type d'approches, le vecteur est administré par voie sanguine et il doit n'atteindre que les cellules cibles. Or, les cellules qui tapissent les parois des vaisseaux sanguins — les cellules endothéliales — expriment naturellement le récepteur au MLV. La particule virale modifiée peut donc infecter inutilement la plupart des cellules rencontrées lors de son parcours.
Ce problème d'absence de spécificité est accentué par le fait que les vecteurs rétroviraux ne peuvent pas être produits à des concentrations élevées : les particules virales introduites dans la circulation sanguine se fixent partout et se retrouvent en quantité insuffisante pour transduire efficacement les cellules cibles.
Le deuxième obstacle auquel se heurtent les chercheurs provient de l'incapacité des rétrovirus de type MLV à transduire des cellules qui ne se divisent pas. Bien que cette propriété s'avère parfois très utile — par exemple pour exprimer un gène toxique dans des cellules cancéreuses en prolifération — la plupart des cellules considérées comme cibles potentielles pour une thérapie génique ne prolifèrent pas activement in vivo . Comme la très grande majorité des CSH sont en G0, c’est-à-dire dans un état quiescent, il faut donc les mettre en cycle, sans cependant leur faire perdre leurs propriétés de cellules souches (autorenouvellement, totipotentialité).

## La Protéine NCp10
Le rétrovirus de la leucémie murine (MuLV) est un virus globulaire possédant une nucléocapside centrale. Cette dernière est constituée de l'ARN génomique, à l'état dimérique, entièrement recouvert de protéines de nucléocapside (NCp10). En plus de ses fonctions structurales au sein du virus, la NCp10 possède d'autres fonctions impliquées dans des étapes précoces et tardives du cycle réplicatif (transcription inverse, intégration et assemblage des virions). Concernant les étapes précoces, il a été montré qu'elle stimule la synthèse de l'ADN proviral, probablement en mettant en jeu son activité hybridase d'acides nucléiques, et qu'elle augmente la processivité de la transcriptase inverse (RT).